# Председник Европске комисије
Председник Европске комисије је шеф Европске комисије, извршног тела Европске уније. Председник Комисије води Владу комесара, која се назива Колегијум, колективно одговорана Европском парламенту. Председник је овлашћен да расподели портфеље међу комесарима, реконструише или разреши комесаре по потреби. Колегијум усмерава државну службу Комисије, утврђује дневни ред политике и утврђује законске предлоге. Комисија је једино тело које може да предложи законе који би постали закони ЕУ.
Председник Комисије такође представља ЕУ у иностранству, заједно са председником Европског савета и високим представником Уније за спољну политику и безбедност.
Функција је успостављена 1958. године. Сваког председника предлаже Европски савет, а бира га Европски парламент, на петогодишњи мандат.
Председник Комисије такође држи годишње обраћање Европском парламенту о стању Уније.
У јулу 2019. Европски савет је предложио Урзулу фон дер Лајен да наследи Жан-Клода Јункера, а њу је Европски парламент 16. јула изабрао за 13. председницу Европске комисије. Фон дер Лајен је преузела дужност 1. децембра 2019. након што је Европски парламент одобрио њен мандат.